# 采女竹羅
采女 竹羅（うねめ の つくら）は、飛鳥時代の貴族。名は竹良・筑羅・竺羅とも表記される。姓は臣、のち朝臣。位階は小錦下、のち直大肆、直大弐。

## 出自
采女氏（采女朝臣）は物部氏の一族で、采女の統轄にあたった伴造氏族。もと臣姓。『古事記』中巻には、邇藝速日命の子、宇麻志麻遅命（うましまじのみこと）が物部連・穂積臣・婇（うねめ）臣の祖であると記されており、『先代旧事本紀』には「大水口宿禰命。穂積臣。采女臣等の祖」としている。『新撰姓氏録』「右京神別」天神には、「石上朝臣同祖、神饒速日命六世孫大水口宿禰之後也」とある。

## 経歴
『書紀』巻第二十九によると、天武天皇10年7月、遣新羅大使に任ぜられ、小使の当麻楯（たいま の たて）らと共に新羅に派遣された。9月に帰国し、拝朝した。同じ日に佐伯広足（さえき の ひろたり）が遣高句麗使に任命され、同月に拝朝している。
その後、同13年2月には、天武天皇の遷都構想に関連して、
とあり、信濃遷都の調査のために信濃国に派遣されたことがわかる。
この直前の記述では、同じ日に広瀬王（ひろせ の おおきみ）・大伴安麻呂（おおとも の やすまろ）及び判官・録事（ふびと）・陰陽師・工匠（たくみ）らが派遣され、畿内に都をつくるべき地を視察している。閏4月に三野王（美努王）らは信濃国の図を進上しており、翌年10月（685年）には、軽部足瀬・高田新家（たかたのにいのみ）・荒田尾麻呂らは信濃に行宮を建造している。
とも記されている。
同13年（684年）八色の姓の制定により、采女臣氏は同年11月に他の52氏と共に朝臣姓に改姓している。
翌年9月（685年）、宮処王・難波王・竹田王・三国友足・県犬養大伴・大伴御行 ・坂合部磐積・多品治 ・中臣大島と共に、天皇から自身の衣と袴とを下賜されている。天皇と博戯（双六などの賭け事）をして遊んだのちの話である。翌日、皇太子以下諸王48人に羆の皮と山羊（やましし＝かもしか）の皮が授けられている。
朱鳥元年9月9日（686年）、天皇は崩御され、殯の宮が建てられた。竹羅は内命婦（ひめまえつぎみ＝5位（小錦）以上の官位を持つ婦人）の誄（しのびごと）をした。この時の位階は直大肆。
『寧楽遺文』下巻によると、持統天皇3年（689年）12月25日に「采女氏塋域碑」が建立されたという。碑には「飛鳥浄原大朝庭大弁官直大弐采女竹良卿」と記され、そこは形浦山地4000代(約8町、8ha)を造墓所として朝廷に請うた地で、他人がそこで木を切ったり、汚したりすることを禁じる、とある。この碑は河内国石川郡春日村帷子山（現在の大阪府南河内郡太子町）にあり、同村妙見寺に移されたというが、所在不明となっている。